# 사이언스북스
사이언스북스는 대한민국의 출판사이다. 민음사 출판그룹의 과학전문출판 자회사로 1997년 창립하여 대중과학서를 출간하고 있다.
대표 도서로 칼 세이건의 코스모스가 있다.
산하에 예술, 라이프스타일(요리) 도서를 출간하는 세미콜론과 인문・교양 도서를 출간하는 반비 브랜드가 있다.